# Crocidura vorax
Crocidura vorax ist eine Spitzmausart aus der Gattung der Weißzahnspitzmäuse (Crocidura). Sie kommt im zentralen bis südlichen China sowie im angrenzenden Nordosten Indiens, in Thailand, Laos und dem Norden Vietnams vor.

## Merkmale
Mit einer Kopf-Rumpf-Länge von 5,4 bis 9 Zentimetern zählt Crocidura vorax zu den mittelgroßen Spitzmausarten Eurasiens. Der Schwanz erreicht eine Länge von 41 bis 51 Millimetern. Der Hinterfuß weist eine Länge von 11 bis 14 Millimetern auf. In ihrem Aussehen entspricht die Art Crocidura rapax, sie ist jedoch etwas größer und das Rückenfell ist deutlich heller braun mit einem grauen Band auf dem Rücken, auch die Bauchseite ist heller grau. Der Schwanz ist leicht zweifarbig braun.
| 1 | · | 3 | · | 1 | · | 3 | = 28 |
| 1 | · | 1 | · | 1 | · | 3 | = 28 |

Der Schädel hat eine Basislänge von etwa 18,8 Millimetern. Wie alle Arten der Gattung besitzt die Art im Oberkiefer pro Hälfte einen Schneidezahn (Incisivus) und danach drei einspitzige Zähne, einen Prämolaren und drei Molaren. Im Unterkiefer besitzt sie dagegen einen einzelnen Eckzahn (Caninus) hinter dem Schneidezahn. Insgesamt verfügen die Tiere damit über ein Gebiss aus 28 Zähnen. Die Zahnwurzeln sind wie bei allen Weißzahnspitzmäusen im Gegensatz zu denen der Rotzahnspitzmäuse nicht pigmentiert.

## Verbreitung

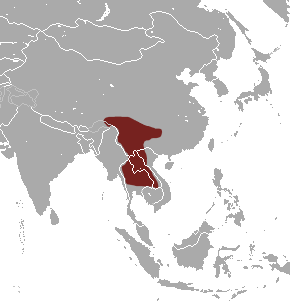
Verbreitungsgebiet (rotbraun) von Crocidura vorax nach Angaben der IUCN.

Crocidura vorax kommt im zentralen bis südlichen China sowie im angrenzenden Nordosten Indiens, in Thailand, Laos und dem Norden Vietnams vor. Wahrscheinlich gibt es auch Vorkommen in Myanmar, sie ist bislang jedoch in dem Land nicht dokumentiert.

## Lebensweise
Die Lebensweise von Crocidura vorax ist wie bei vielen Spitzmausarten weitestgehend unerforscht, hier liegen nahezu keine Daten vor. Es handelt sich in China wahrscheinlich um eine Hochlandart, der Typus wurde in einem Bergwald auf dem Ssu Shan in 4000 Metern Höhe entdeckt und in Laos wurde ein Individuum im immergrünen Regenwald bei Ban Taong sowie ein weiteres im Flachland in Höhen von 200 bis 300 Metern gefangen. Wahrscheinlich kann die Art entsprechend in unterschiedlichen Lebensräumen leben, ihre Anpassungsfähigkeit an Lebensraumveränderungen ist jedoch nicht bekannt. Wie alle Spitzmäuse ernährt sich auch diese Art von wirbellosen Tieren, vor allem Insekten und Würmern.

## Systematik
Crocidura vorax wird als eigenständige Art innerhalb der Gattung der Weißzahnspitzmäuse (Crocidura) eingeordnet, die aus etwa 170 Arten besteht. Die wissenschaftliche Erstbeschreibung stammt von G. Allen aus dem Jahr 1923, der ein Individuum aus dem Umland von Lijiang aus der Provinz Yunnan im Süden der Volksrepublik China beschrieb. Crocidura vorax wurde ehemals gemeinsam mit anderen Arten wie etwa Crocidura rapax in die Arten Crocidura gueldenstaedtii, Crocidura russula oder Crocidura pullata eingeordnet.
Innerhalb der Art werden heute neben der Nominatform Crocidura vorax vorax keine weiteren Unterarten unterschieden.

## Bedrohung und Schutz
Crocidura vorax wird von der International Union for Conservation of Nature and Natural Resources (IUCN) aufgrund des großen Verbreitungsgebietes, der großen Populationen und der nicht bekannten Bestandsgefährdung als nicht gefährdet (least concern) eingeordnet. Sollte die Art von ungestörten Waldbeständen abhängen, kann sie lokal durch Holznutzungen, Rodungen und Umwandlung von Waldflächen in landwirtschaftlich genutzte Flächen und Siedlungsraum betroffen sein.